# San Matías (Honduras)
San Matías è un comune dell'Honduras facente parte del dipartimento di El Paraíso.
Il comune venne istituito il 20 marzo 1926 con parte del territorio del comune di Danlí.